# Volcán del Teide (barco)
El ferry-crucero Ciudad de Barcelona (Ex Volcán del Teide) fue entregado en 2011 por el astillero Hijos de J. Barreras de Vigo a la armadora Naviera Armas, Las Palmas., A causa de la quiebra parcial de la armadora Naviera Armas este buque fue vendido en 2021 a la naviera italiana Grimaldi para la creación de una nueva naviera hispano-italiana llamada Grimaldi-Trasmed.

## Descripción
El Volcán del Teide es uno de los transbordadores más grandes de la Naviera Armas. Funciona en las rutas entre Gran Canaria, Tenerife, Lanzarote y Huelva, con una velocidad nominal de 26 nudos, la travesía tarda unas 28 horas. Cuenta con 136 camarotes (dobles y cuádruples) con un total de 472 literas, además de 500 asientos reclinables.
Las cubiertas de vehículos tienen capacidad para transportar hasta 300 automóviles.